# Liste des meilleures moyennes de points sur une série de playoffs dans l'histoire de la National Basketball Association
Ceci est la liste des meilleures moyenne de points sur une série de playoffs dans l'histoire de la National Basketball Association.

## Explications
Les playoffs NBA sont les séries éliminatoires au meilleur des sept matchs opposant les huit meilleures équipes de la Conférence Ouest et celles de la Conférence Est entre elles jusqu'aux Finales NBA. Les grands joueurs s'y distinguent des autres, dans ce classement on peut noter la domination de Michael Jordan qui détient six des dix meilleures performances individuelles de l'histoire dont la meilleure des Finales. Jerry West lui détient toujours la meilleure moyenne de l'histoire sur une série de playoffs.

## À noter
Trois de ces performances ont été établies en Finales NBA, seul Michael Jordan a été sacré champion aux termes de ces Finales (en 1993), il est le seul joueur figurant dans ce classement à avoir été champion NBA en réalisant cette performance et ce à deux reprises (en 1992 et 1993). À l'exception de Elgin Baylor aucun joueur n'est un joueur intérieur. Tous les joueurs de ce classement ont été meilleur marqueur de la NBA durant leur carrière.

## Classements
| * | Joueur intronisé au Naismith Memorial Basketball Hall of Fame |

- Dernière mise à jour le 22 juin 2012

| Points par match | Joueur              | Equipe                 | Série                                  | Adversaire             | Matchs | Points |
| ---------------- | ------------------- | ---------------------- | -------------------------------------- | ---------------------- | ------ | ------ |
| 46,3             | Jerry West*         | Lakers de Los Angeles  | Finales de la Division Ouest 1965      | Bullets de Baltimore   | 6      | 278    |
| 45,2             | Michael Jordan*     | Bulls de Chicago       | Premier tour de la Conférence Est 1988 | Cavaliers de Cleveland | 5      | 226    |
| 45,0             | Michael Jordan* (2) | Bulls de Chicago       | Premier tour de la Conférence Est 1992 | Heat de Miami          | 3      | 135    |
| 43,7             | Michael Jordan* (3) | Bulls de Chicago       | Premier tour de la Conférence Est 1986 | Celtics de Boston      | 3      | 131    |
| 43,0             | Michael Jordan* (4) | Bulls de Chicago       | Demi-Finales de Conférence Est 1990    | 76ers de Philadelphie  | 5      | 215    |
| 42,6             | Bernard King        | Knicks de New York     | Premier tour de la Conférence Est 1984 | Pistons de Détroit     | 5      | 213    |
| 41,0             | Michael Jordan* (5) | Bulls de Chicago       | Finales NBA 1993                       | Suns de Phoenix        | 6      | 246    |
| 40,8             | Rick Barry*         | San Francisco Warriors | Finales NBA 1967                       | 76ers de Philadelphie  | 6      | 245    |
| 40,6             | Elgin Baylor*       | Lakers de Los Angeles  | Finales NBA 1962                       | Celtics de Boston      | 7      | 284    |
| 39,8             | Michael Jordan* (6) | Bulls de Chicago       | Premier tour de la Conférence Est 1989 | Cavaliers de Cleveland | 5      | 199    |